# Suggestioner
Suggestioner, Marie Darrieussecqs debutroman från 1996 om en ung kvinna som förvandlas till en sugga. Provokativ, fräck, humoristisk, svart bok som upprör. Huvudpersonen förvandlas till en sugga till följd av att hon blir behandlad som en sådan. Den franska titeln är Truismes, då det franska ordet för sugga är truie.